# 北アイルランド法 (1998年)
1998年北アイルランド法（1998ねんきたアイルランドほう、英: Northern Ireland Act 1998）(c.47) は、イギリス議会の議会制定法である。この法令によってウェストミンスターから直接統治された数十年の後に、権限が委譲された北アイルランドの立法府（北アイルランド議会）が設置された。
1973年北アイルランド憲法法の一部である1920年北アイルランド統治法は無効となり、1998年のベルファスト合意に続いて欧州連合と北アイルランド和平プロセスに沿った新たな規則が制定された。
この法令は定数108の権限が移譲された北アイルランド議会を認める。国民投票で過半数が得られない限り、北アイルランドはイギリスの一部として留まる。北アイルランド担当大臣は、有権者の過半数が統一アイルランドの一部になりたいという要望を表明したと判断した場合に国民投票を呼び掛ける権限を持つ。北アイルランド議会はそれが「北アイルランドの法律の一部である」限りはイギリス議会の制定法を改正する権限を持つ。しかしながら、北アイルランド議会は留保事項については扱うことはできない。これらは、イギリス-アイルランド政府間会議によってアイルランド共和国と協議されたイギリス政府の排他的権限である。北アイルランド議会は1998年以降何度も停止され、2006年の聖アンドルーズ合意の後の2007年5月8日火曜日に再設置された。
北アイルランド議会の選挙は比例代表制の一種である単記移譲式投票で行われる。

## 関連図書
- Walker, Graham. "Scotland, Northern Ireland, and Devolution, 1945–1979," Journal of British Studies Jan. 2010, Vol. 49, No. 1: 117-142.